# 多門昭
多門 昭（たもん あきら、本名・横山 義昭、1951年2月12日 - ）は、日本の小説家。コピーライターを経て、2010年2月、短編小説「杠（ゆずりは）」が文芸雑誌・季刊文科（鳥影社刊）に掲載、本格的に創作活動を始める。　　　　　　　　　　

## 経歴
青森県出身。弘前高等学校・明治大学文学部英米文学科を卒業後、広告代理店のコピーライターとなり、以後フリーランス。短編小説集『ぱちもん』を鳥影社より2011年1月27日、季刊文科コレクションとして発刊。

## 小説作品
- 「盗弾」『ぱちもん』、鳥影社、2011年1月
- 「杠」『ぱちもん』、鳥影社、2011年1月
- 「カド台の女」『ぱちもん』、鳥影社、2011年1月
- 「痣」『ぱちもん』、鳥影社、2011年2月
- 「ハドソンリバー」『ぱちもん』、鳥影社、2011年1月
- 「花喰らい」『ぱちもん』、鳥影社、2011年1月
- 「蘇奴夢」『ぱちもん』、鳥影社、2011年1月
- 「ぱちもん」『ぱちもん』、鳥影社、2011年1月
- 「会厭（ええん）」『ぱちもん』、鳥影社、2011年1月
- 「月がとっても青いから」『文芸復興19』、文芸復興社、2008年7月
- 「雑事に追われてとっぴんしゃん」『文芸復興21』、文芸復興社、2009年12月
- 「ナーガ（蛇／外伝）」『文芸復興23』、文芸復興社、2011年3月
- 「冬のシリウス」『文芸復興』、文芸復興社、2012年8月